# 632-й истребительный авиационный полк ПВО

632-й истребительный авиационный полк ПВО (632-й иап ПВО) — воинская часть истребительной авиации ПВО, принимавшая участие в боевых действиях Великой Отечественной войны.

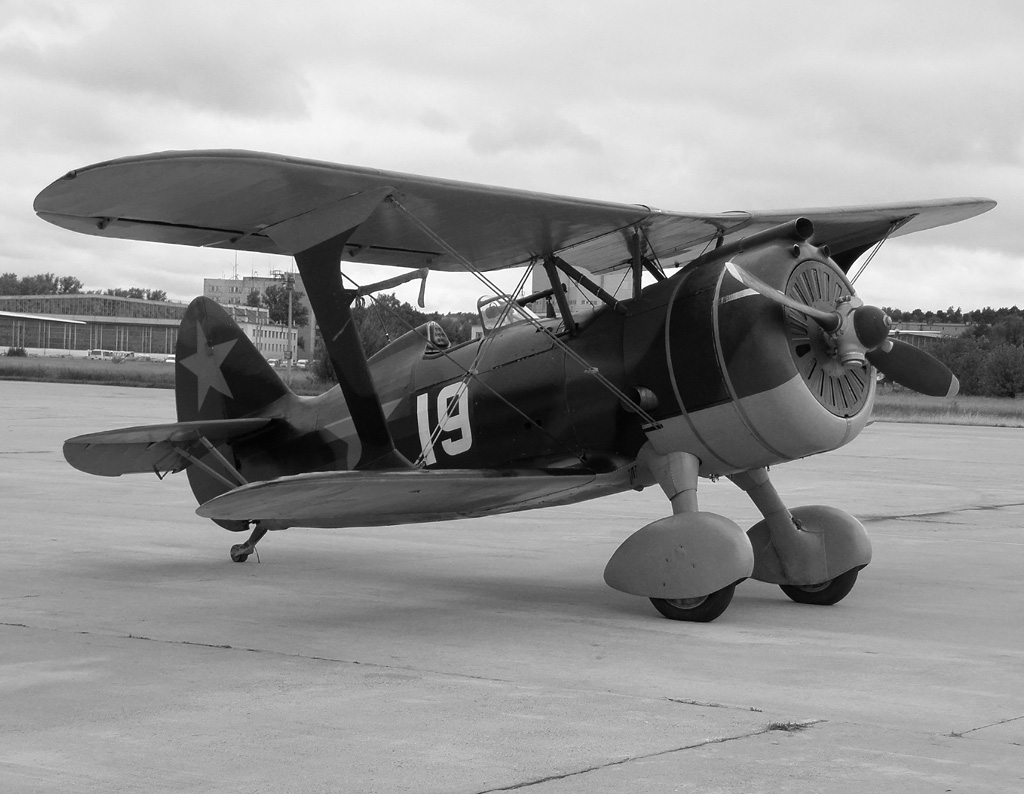
Самолётами И-15бис полк был вооружён при формировании.

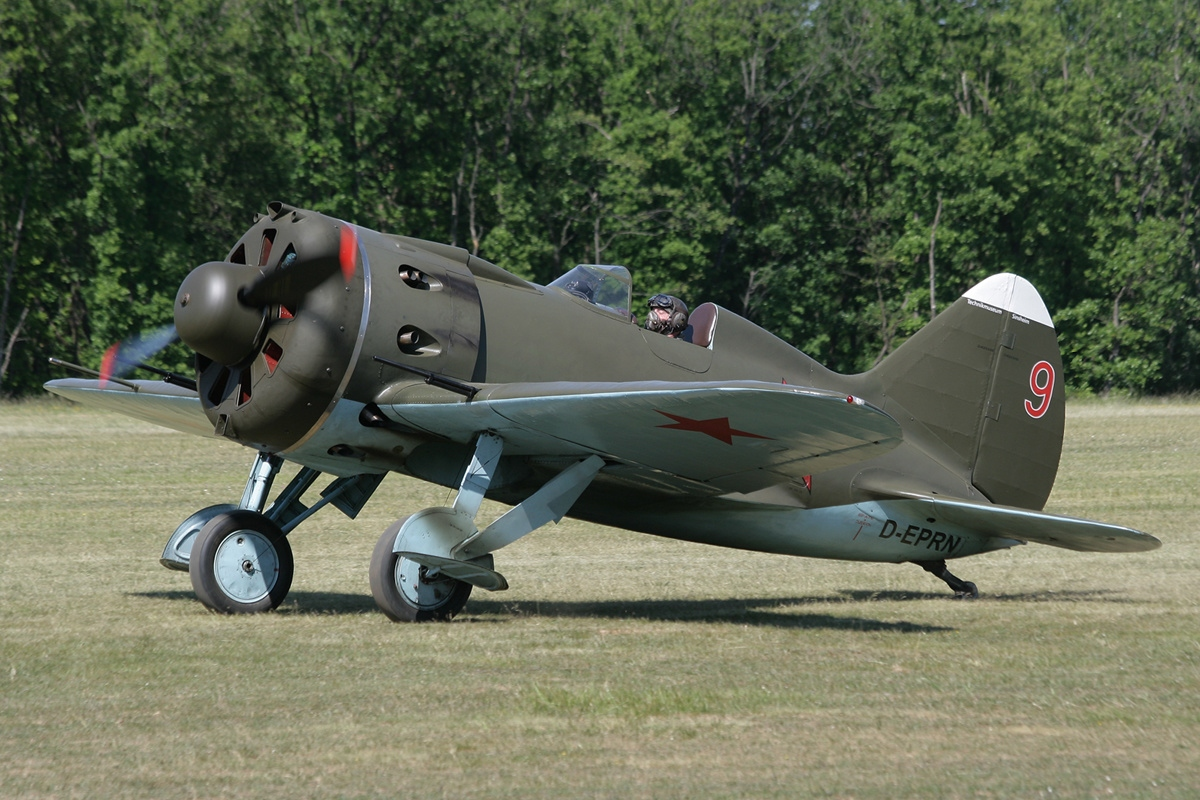
Самолёт И-16. Такими самолётами полк был пополнен в 1942 году.

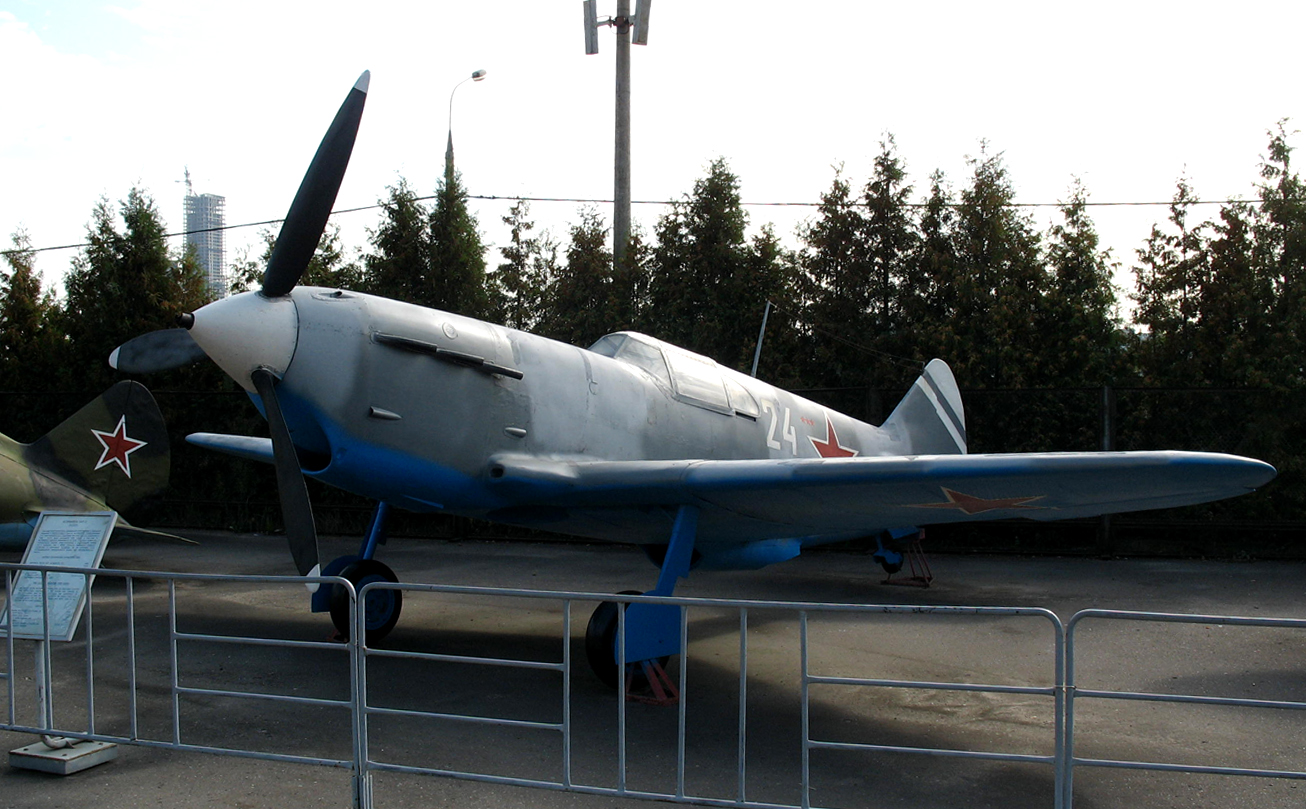
Самолёт ЛаГГ-3. Такими самолётами полк был пополнен в 1942 году.

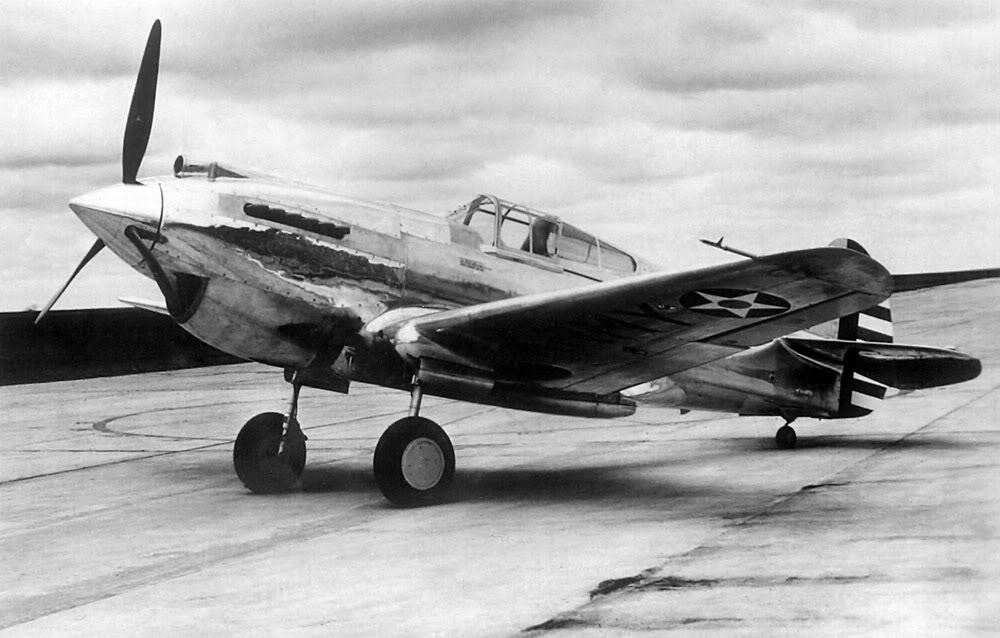
Самолёт Curtiss P-40 поступил на вооружение полка осенью 1943 года.

## Наименования полка
- 632-й истребительный авиационный полк ПВО[1][2].
- Войсковая часть (полевая почта) 35545[1][2].

## История и боевой путь полка
632-й истребительный авиационный полк сформирован в период с 16 декабря 1941 года по 2 января 1942 года при 13-м запасном истребительном авиаполку Приволжского военного округа в городе Кузнецк по штату 015/174 на самолётах И-15бис.
2 января 1942 года полк включён в состав 142-й истребительной авиадивизии ПВО. С 1 февраля 1942 года полк приступил к боевой работе в составе 142 иад ПВО Горьковского района ПВО на самолётах И-15бис.
В январе 1942 года полк базировался на аэродроме Сейма, с 23 февраля 1942 года перебазирован на аэродром Казань, с 6 июля — Стригино. С 7 июля 1942 года полк начинает выполнять боевые задачи отдельными группами, базируясь на различных аэродромах: частью сил 1-й аэ — Сейма, с 10 июля — Тамбов, 22 июля — Казань, 17 июля — Липецк и Борисоглебск, с 23 июля — Балашов и Ртищево, с 24 — Поворино, с 26 — Пенза, с 27- Арзамас и Сейма, 3-я аэ — производила дежурство на аэродроме Бабино. С 1 августа 2-я аэ выполняла задачи патрулированием с аэродрома Казани, а 1-я и 3-я аэ — с аэродрома Сейма, 1-я аэ — патрулирование над Дзержинском.
В мае 1942 года полк получил некоторое количество самолётов И-16, И-153 и ЛаГГ-3.
В 1943 году 12 января 2 самолёта ЛаГГ-3 перебазированы на аэродром Иваново. 3-я аэ и часть 1-й аэ — дежурство на аэродроме Бабино. С 5 июня используется аэродром Новинское, 3-я аэ с 5 июля — аэродром Правдинск.
Первая (и единственная) известная воздушная победа полка в Отечественной войне одержана 5 июня 1943 года: младший лейтенант Люньков в ночном воздушном бою в районе города Горький сбил немецкий бомбардировщик Heinkel He 111.
29 июня 1943 года вместе со 142-й истребительной авиадивизией ПВО Горьковского района ПВО вошёл в состав войск вновь образованного Восточного фронта ПВО. Осенью 1943 года получил некоторое количество истребителей Ла-5 и «Киттихаук». 31 декабря 1943 года исключён из действующей армии.
В апреле 1944 года в связи с реорганизацией войск ПВО страны в составе 142-й истребительной авиадивизией ПВО включён в 3-й корпус ПВО Северного фронта ПВО, который образован 29 марта 1944 года на базе Восточного и Западного фронтов ПВО. 24 декабря 1944 года вместе со 142-й истребительной авиадивизией ПВО 3-го корпуса ПВО включён в состав войск Западного фронта ПВО (2-го формирования), который преобразован из Северного фронта ПВО.
Всего в составе действующей армии полк находился: с 1 февраля 1942 года по 31 декабря 1943 года.
Всего за годы войны полком:
- Сбито самолётов противника — 1 (бомбардировщик).

## Командир полка
- подполковник Артамонов Иван Михайлович[1], 01.1942 — 10.08.1942
- подполковник Елагин Николай Михайлович[1], 10.08.1942 — 31.12.1945

## Послевоенная история полка
После войны полк продолжал входить в состав 142-й истребительной авиационной дивизии ПВО. С 1 сентября 1945 года полк вместе с дивизией (в составе 1-й воздушной истребительной армии ПВО) Центрального фронта ПВО) вошёл в состав Северо-Западного округа ПВО. 1 февраля 1946 года 1-я воздушная истребительная армия ПВО переименована в 19-ю воздушную истребительную армию ПВО.
14 августа 1948 года полк в составе 142-й истребительной авиационной дивизии ПВО 19-й воздушной истребительной армии ПВО из Северо-Западного округа ПВО вошёл в состав Московского района ПВО. С 1 октября 1948 года в связи с формированием в составе 19-й воздушной истребительной армии ПВО корпусов полк в составе дивизии вошёл в состав 31-го истребительного авиационного корпуса ПВО 19-й воздушной истребительной армии ПВО.
В последующем 19-я воздушная истребительная армия ПВО переименовывалась в 78-ю воздушную истребительную армию ПВО (20.02.1949 г.), 64-ю воздушную истребительную армию ПВО (31.10.1949 г.), 52-ю воздушную истребительную армию ПВО (01.03.1952 г.), а 31-й истребительный авиационный корпус ПВО в 56-й истребительный авиационный корпус ПВО (штаб в Ярославле). В 1952 году полк вместе с дивизией перешёл в состав 37-го истребительного авиационного корпуса ПВО (штаб в Моршанске), а 1 октября 1954 года обратно в состав 31-го истребительного авиационного корпуса ПВО.
В 1952 года полк перевооружён на реактивные истребители МиГ-15, а с 1954 года — МиГ-17. 22 марта 1958 года полк расформирован в составе 142-й истребительной авиационной дивизии ПВО на аэродроме Стригино.